# Katie Piper
Kate Elizabeth (Katie) Piper (Andover (Hampshire), 12 oktober 1983) is een Britse presentatrice, campagnevoerster voor liefdadigheid en voormalig fotomodel. Ze begon haar media-carrière in 2006 als fotomodel en presentator op internet- en satellietkanalen en hoopte deze verder uit te bouwen, maar in maart 2008 kreeg haar leven een dramatische wending toen ze het slachtoffer werd van een aanval met zwavelzuur. De aanval was opgezet door haar ex-vriend, Daniel Lynch, en uitgevoerd door diens handlanger, Stefan Sylvestre. Als gevolg ervan liep Piper zware brandwonden op aan haar gezicht, bovenlichaam en handen en raakte blind aan haar linkeroog.
In 2009 besloot Piper mee te werken aan een documentaire over haar herstel om aandacht te vragen voor de maatschappelijke positie van brandwondenslachtoffers. De documentaire Katie: My Beautiful Face werd voor het eerst uitgezonden door Channel 4 op 29 oktober 2009 en trok daarbij ruim 3 miljoen kijkers. Het leverde Piper nationale en internationale bekendheid op en de vele positieve reacties en steunbetuigingen waren voor haar aanleiding om een liefdadigheidsorganisatie op te richten en een aantal vervolgdocumentaires te maken.

## Biografie
Katie Piper groeide op in het plaatsje Andover in het Engelse graafschap Hampshire. Haar vader (David Piper) is zakenman, haar moeder (Diane Piper) werkte als onderwijsassistente. Ze heeft verder nog een oudere broer (Paul) en een jongere zus (Suzy). Na haar opleiding werkte ze enige tijd als schoonheidsspecialiste.
In 2006 won ze de derde prijs bij een lokale miss-verkiezing in Winchester. Ze verhuisde vervolgens naar Londen om een carrière te beginnen als fotomodel en presentator van (voornamelijk) chat- en teleshoppingprogramma's op internet- en satellietkanalen. Daarnaast werkte ze als ringmeisje bij Mixed Martial Arts-wedstrijden, waardoor ze enige bekendheid verwierf in de Britse vechtsportwereld.

### Relatie met Daniel Lynch en aanval met zwavelzuur
Daniel Lynch, een vechtsportbeoefenaar die Piper al enige tijd volgde, zocht contact met haar via het sociale netwerk Facebook. Ze werden verliefd en in eerste instantie was Piper blij met de relatie. Ze wist echter niet dat Lynch eerder was veroordeeld voor het gooien van kokend water in iemands gezicht. Na twee weken boekten ze een hotelkamer in de Londense wijk Bayswater. Eenmaal op de hotelkamer wilde hij seks met haar, maar omdat hij in de uren ervoor zich agressief en jaloers gedroeg voelde ze hier niets voor. Hierop ontstak Lynch in woede waarna hij haar mishandelde, verkrachtte en dreigde haar gezicht met een scheermes te bewerken en haar op te hangen. Na acht uur reden ze terug naar Pipers appartement in de wijk Golders Green, waarna hij haar liet gaan. Hoewel ze in een ziekenhuis werd behandeld voor haar verwondingen durfde ze uit angst voor Lynch geen aangifte te doen.
In de dagen erna bleef Lynch haar bestoken met telefoontjes en sms'jes en eiste van haar dat ze een mail van hem zou lezen. Uiteindelijk stemde ze hierin toe omdat ze dacht daarmee van hem af te zijn. Ze moest er echter wel voor naar een internetcafé omdat haar verbinding niet werkte. Toen ze op 31 maart 2008 haar appartement verliet wachtte Lynch' handlanger Stefan Sylvestre haar op straat op. Met een capuchon over zijn hoofd deed hij zich voor als bedelaar om haar aandacht te trekken. Terwijl ze, met Lynch aan de telefoon, zocht naar geld in haar portemonnee gooide Sylvestre een beker met geconcentreerd zwavelzuur in haar gezicht. Het voorval werd vastgelegd door een bewakingscamera vanuit een nabijgelegen pand. Zowel Lynch als Sylvestre werden kort daarop gearresteerd. Ze werden veroordeeld tot gevangenisstraffen van minimaal 16 respectievelijk 12 jaar.

### Gevolgen van de aanval en behandeling
Na de aanval rende Piper een café in en probeerde met hulp van omstanders het zuur van haar gezicht te wassen, waardoor het zich echter ook verder over haar lichaam verspreidde. Het zuur veroorzaakte zware brandwonden aan haar gezicht, hals, borst, bovenarmen en handen en verminkte haar neus en linkeroor. Verder raakte ze blind aan haar linkeroog en doordat ze het zuur ook had ingeslikt raakte haar slokdarm beschadigd.
Piper werd behandeld in het Chelsea and Westminster Hospital in Londen door Dr. Mohammad Ali Jawad, een Brits-Pakistaanse plastisch chirurg die bekend is vanwege zijn hulp aan Pakistaanse slachtoffers van zuuraanvallen. In een zes uur durende operatie werd de gehele huid van haar gezicht verwijderd en vervangen door een substituut-huid (Matriderm) wat als basis diende voor een huidtransplantaat. Het was voor het eerst dat deze procedure werd uitgevoerd in één operatie. Vervolgens werd Piper twaalf dagen lang in een kunstmatig coma gehouden om de wonden te laten helen.
Na haar ontslag uit het ziekenhuis trok Piper weer bij haar ouders in en zegde haar moeder haar baan op om voor haar te zorgen. Ze moest een plastic gezichtsmasker dragen gedurende 23 uur per dag om littekenvorming en uitdroging tegen te gaan. Er zouden nog tientallen operaties volgen, onder meer om te voorkomen dat haar beschadigde slokdarm zou dichtgroeien. Als gevolg hiervan moest ze ook enige tijd kunstmatig gevoed worden door een opening in haar buikwand. Daarnaast was de psychische schade eveneens groot; zo had Piper last van nachtmerries en durfde ze een jaar lang niet alleen de straat op uit angst voor een nieuwe aanval en negatieve reacties op haar geschonden uiterlijk.

## Documentaires en series

### Katie: My Beautiful Face
Hoewel Piper als verkrachtingsslachtoffer recht had op anonimiteit koos ze er toch voor om haar verhaal te doen om zo aandacht te vragen voor de maatschappelijke positie van brandwondenslachtoffers. In oktober 2009 verschenen artikelen in een aantal Britse kranten, op 29 oktober gevolgd door de documentaire Katie: My Beautiful Face uitgezonden door Channel 4. De uitzending trok in Groot-Brittannië ruim 3 miljoen kijkers en leverde Katie Piper nationale bekendheid op. Vervolgens werd de documentaire ook verkocht aan buitenlandse tv-stations (in Nederland aan RTL waar het een aantal malen is uitgezonden als onderdeel van de Shock Doc serie).
De documentaire toont het leven van Piper en haar familie terwijl ze herstellende is van haar lichamelijke en psychische wonden, thuis en in een Franse kliniek waar ze een aantal malen verbleef voor behandelingen om littekenvorming te verminderen. Aan het eind van de documentaire is te zien hoe ze voor het eerst sinds de aanval weer alleen de straat op gaat.

### Katie: My Beautiful Friends
Na het succes van Katie: My Beautiful Face werd een vierdelige documentaire-serie gemaakt, waarin Piper acht mensen volgt die als gevolg van een ziekte of ongeval brandwonden en andere (gezichts-) afwijkingen hebben opgelopen. De serie volgt tevens het verdere herstel van Piper en haar inzet bij het opzetten van haar liefdadigheidsorganisatie, The Katie Piper Foundation. De serie werd voor het eerst uitgezonden in maart en april 2011 door Channel 4; in Nederland is de serie te zien geweest in november 2011 op RTL 8 en herhaald in februari en maart 2012 op RTL 5.

### Katie: The Science of Seeing Again
In deze documentaire, uitgezonden door Channel 4 op 7 februari 2012, is te zien hoe Piper stamceltherapie ondergaat om het gezicht in haar, door de aanval blind geworden, linkeroog deels terug te winnen. Onderdeel ervan is een bezoek aan de VS waarbij de religieuze en morele dilemma's bij het gebruik van embryo's in stamcelonderzoek aan de orde komen. Ook is de uiteindelijke operatie te zien, waarbij Piper onthult dat ze sinds de aanval 109 operaties heeft ondergaan en dit de 110e operatie is.
De documentaire is in Nederland uitgezonden op RTL 5 als onderdeel van de Shock Doc serie, op 15 mei 2012.

### Bodyshockers
In deze serie volgt Piper mensen die cosmetische chirurgie of vormen van lichaamskunst zoals tatoeages of piercings hebben ondergaan en daar spijt van hebben en mensen die het juist willen laten doen. In iedere aflevering ontmoet een spijtoptant iemand uit de tweede groep om over de consequenties van hun keuzes te discussiëren.
In de periode 2014-2016 zijn in totaal 18 afleveringen, verdeeld over drie seizoenen, uitgezonden door Channel 4. Vanaf januari 2017 wordt de Nederlandse bewerking van de serie ook uitgezonden op RTL 5.

## Boeken
In februari 2011 verscheen Katie Piper's autobiografie, getiteld Beautiful. Voorafgaand hieraan werden delen ervan gepubliceerd in de Britse krant The Mail on Sunday. De Nederlandse vertaling ervan, getiteld De littekens van mijn leven, verscheen in mei 2011. Naar aanleiding hiervan was Piper op 28 april 2011 in Nederland te gast in de RTL-talkshow JENSEN!.
In mei 2012 verscheen Piper's tweede boek Things Get Better. Het is bedoeld als zelfhulp-boek maar bevat ook veel persoonlijke ervaringen van haarzelf en van mensen die haar schreven naar aanleiding van haar documentaires en autobiografie. Kort daarna, in september 2012, verscheen Start Your Day With Katie. Dit bevat een dagelijkse verzameling affirmaties, quotes en mantra's.
In september 2014 verscheen Beautiful Ever After, het vervolg op Piper's autobiografie Beautiful uit 2011. Het omvat de periode vanaf 2010, toen ze weer zelfstandig in Londen ging wonen, tot aan de geboorte van haar dochter Belle in 2014.
In december 2016 verscheen Confidence, The Secret. Evenals Things Get Better uit 2012 is dit een zelfhulpboek.

## The Katie Piper Foundation
In december 2009 richtte Piper een liefdadigheidsorganisatie op met als doel het ondersteunen van mensen die door brandwonden of andere oorzaak verminkt zijn geraakt. Het uiteindelijke doel is een kliniek in Groot-Brittannië te openen voor post-operatieve huidbehandelingen zoals de Franse kliniek waar Piper tijdens haar herstel enige tijd verbleef. De bekende Britse talentenjager Simon Cowell is beschermheer van de stichting.